# 28 giorni dopo
28 giorni dopo (28 Days Later) è un film del 2002 diretto da Danny Boyle.

## Trama
In Gran Bretagna, in un laboratorio dell'Università di Cambridge, un gruppo di animalisti (due uomini e una donna) si introduce di notte in un centro di ricerca con l'intento di liberare degli scimpanzé impiegati come cavie (una di queste, legata a una sedia, viene costretta a osservare su un monitor una serie di filmati di rabbia truculenta umana). Mentre si accingono ad aprire le gabbie, un medico ricercatore li scopre. Quest'ultimo, terrorizzato, confessa loro che agli animali è stato somministrato un inibitore altamente contagioso, il virus della rabbia modificato. Gli attivisti non credono alle sue parole e liberano uno scimpanzé, il quale assale la donna mordendola; quest'ultima comincia immediatamente a vomitare sangue e a mostrare atteggiamenti simili a quelli del primate. Uno dei suoi amici tenta di soccorrerla. Nel tentativo entra anch'egli in contatto con il virus, che innesca in lui la stessa mutazione.
28 giorni dopo, presso il reparto di terapia intensiva di un ospedale di Londra, Jim, un corriere irlandese, si risveglia dal coma in cui si trovava a seguito di un incidente stradale. Dopo essersi rifocillato e rifornito, lascia il nosocomio in rovina in cui era stato abbandonato e scopre una Londra dall'aspetto postapocalittico: le strade sono vuote e segnate da una evacuazione di massa (avvenuta 15 giorni dopo le prime manifestazioni dell'infezione).
Al tramonto Jim decide di rifugiarsi in una chiesa, nella quale trova cataste di cadaveri; poco dopo alcuni di questi si alzano di scatto e lo rincorrono in preda al virus. Prima che venga raggiunto dagli infetti, Jim viene salvato da due sopravvissuti, Selena (una farmacista) e Mark, che uccidono gli inseguitori attirandoli in una trappola esplosiva. Questi lo accompagnano al loro nascondiglio, un negozio abbandonato nella Metropolitana di Londra.
Lì raccontano al terrorizzato Jim la tragedia accaduta nei 28 giorni che ha trascorso in coma: in seguito alla fuoriuscita del virus (un agente infettivo mutato che si diffonde attraverso il sangue o la saliva, con un periodo d'incubazione di appena 10-20 secondi) dall'Università di Cambridge, tutte le persone entrate in contatto con esso si trasformano in creature prive di ragione che si aggirano per le strade, con l'unico scopo di uccidere chiunque capiti loro a tiro: sopravvivere è divenuto estremamente difficoltoso. Le città sono state abbandonate. Non si hanno notizie di scampati all'epidemia o del governo. Televisione e radio hanno cessato di trasmettere da settimane, con le ultime notizie dei primi casi a Parigi e New York.
Nonostante il parere contrario di Mark e Selena, Jim insiste per visitare la casa dei suoi genitori, per poi scoprire che questi si sono suicidati per sfuggire all'epidemia, lasciando al figlio un messaggio d'addio dietro una foto. I tre decidono di rimanere nella casa per passare la notte. Jim, mentre i suoi compagni dormono, accende una candela ricordando un vecchio filmino sulla propria famiglia, ma la luce cattura l'attenzione di due infetti, che lo assalgono irrompendo dalle finestre. Mark e Selena, ridestati di soprassalto, li affrontano uccidendoli e quando Mark viene infettato, Selena non si fa scrupoli a ucciderlo a colpi di machete, sotto gli occhi di un attonito Jim.
Il giorno seguente, avventurandosi ancora una volta fuori, Jim e Selena restano sorpresi nel vedere luci natalizie lampeggiare da una finestra di un grattacielo di Londra; appena entrati nell'edificio per controllare, alcuni infetti li assalgono dalla tromba delle scale: Jim e Selena vengono salvati dall'intervento di Frank, un autista di taxi che si è procurato armi ed equipaggiamento anti-sommossa della polizia.
Frank presenta poi a Jim e Selena sua figlia Hannah, e offre loro alloggio per la notte. La mattina seguente Frank spiega loro di come non sia più possibile sopravvivere ancora per molto nel grattacielo, per lui e la figlia, dato che le provviste stanno esaurendosi, specialmente le scorte d'acqua, ma che ha intercettato un messaggio via radio registrato dalle forze armate britanniche. Il messaggio riferisce che l'esercito ha stabilito una base militare nei pressi di Manchester. I militari, inoltre, sostengono di possedere "il rimedio all'infezione". Così, Jim, Selena, Hannah e Frank lasciano il grattacielo a bordo del taxi di quest'ultimo.
Attraversando un buio tunnel stradale, bucano uno pneumatico e scampano per poco all'inseguimento di alcuni contagiati. Quindi proseguono il viaggio, ma non prima di entrare in un supermercato per fare provviste. Fuori città, il gruppo trova un'autocisterna di benzina nelle campagne: mentre Frank si occupa del carburante, Jim entra in una tavola calda non molto distante e trova una mattanza di corpi in putrefazione, tra cui quello di una madre che ancora stringe a sé il proprio neonato. Improvvisamente, viene attaccato alle spalle da un ragazzino rabbioso che si trova costretto a uccidere impugnando una mazza da baseball.
In un accampamento di fortuna, in un breve momento distensivo, il gruppo si accorge che le disavventure affrontate assieme li stanno reciprocamente legando in una sorta di "famiglia". Arrivati nei pressi di Manchester, scoprono che la città è invasa dal fumo e dalle fiamme. Giungono al blocco stradale, ma solo per scoprire che è deserto. Frank si allontana dagli altri in preda alla delusione, quando accidentalmente viene infettato a causa di un corvo che becca un cadavere, facendogli cadere una goccia di sangue infetto nell'occhio. Prima che il virus prenda il sopravvento, Frank dà il suo addio alla figlia Hannah. Il tassista, trasformatosi, viene abbattuto da alcuni soldati nascosti dotati di equipaggiamento NBC.
I soldati portano Jim, Selena e Hannah in un cottage convertito in fortificazione di fortuna dall'esercito, in cui incontrano il maggiore Henry West. L'ufficiale spiega loro che lui e i suoi sette soldati sono gli unici sopravvissuti della brigata di 800 militari che avrebbe dovuto difendere Manchester, e che gli incendi nella città stanno facendo sciamare gli infettati verso il loro campo. Jim viene portato in giro per la base, e gli viene mostrato anche Mailer, un soldato infettato, che è stato incatenato dal maggiore West per sperimentare il tempo occorrente ai contagiati perché sopravvenga la morte per fame.
Quella notte Jim, Selena e Hannah cenano in compagnia dei soldati (per la maggior parte egoisti e sfacciati), ma la cena viene interrotta da un improvviso attacco degli infetti. Dopo averli abbattuti, il caporale Mitchell tenta di violentare Selena, ma viene fermato da Jim e dal sergente Farrell. Il maggiore West spiega a Jim che non può permettere che il gruppo lasci la base: egli ha infatti promesso ai suoi soldati, convinti come lui che il mondo sia finito, che potranno abusare delle donne sotto la falsa speranza di "ricostruire la civiltà". L'evacuazione promessa nella trasmissione radio è, in realtà, atta ad attirare quanti più sopravvissuti possibile alla base, per procurarsi donne da concedere ai soldati, mentre si attende che gli infetti muoiano di fame. Disgustato, Jim prova a scappare con i suoi compagni, ma vengono catturati e Jim viene imprigionato.
In cella Jim ritrova l'insubordinato Farrell, il quale gli espone una sua convinzione sul contagio virale, che non si è propagato al di fuori della Gran Bretagna, che sarebbe stata messa in quarantena: conseguentemente, il piano di West per il "ripopolamento" non è necessario. Secondo Farrell, West è impazzito a causa sia degli orrori di cui è stato spettatore/attore nella vita, sommatisi agli eventi legati al virus. Jim e Farrell vengono portati in una foresta (dove ammassano i contagiati uccisi), per essere sommariamente giustiziati: Farrell viene fucilato dal soldato Jones, Jim invece riesce a fuggire e a nascondersi in mezzo alla massa di cadaveri approfittando di un litigio tra Mitchell e Jones. Durante la fuga Jim nota un aereo di linea in volo e comprende che il defunto sergente Farrell aveva ragione.
Intanto, al cottage, Selena convince Hannah a prendere pillole di Valium, così che, protetta da uno stato di semi-coscienza, non si rammenti in seguito della violenza imminente. Ma, prima che questo possa accadere, una sirena per attacchi aerei risuona: Jim è riuscito a raggiungere il checkpoint stradale e lì ha attivato l'allarme per tendere una trappola ai militari. West e il soldato Davis si dirigono verso il blocco, sotto una pioggia battente, mentre il resto del plotone è rimasto al campo. Una volta giunti sul posto, Jim uccide Davis, si impossessa del suo SA-80, sabota la jeep e lascia West solo a fronteggiare gli infettati, prima di correre verso il cottage a salvare Selena e Hannah.
Tornato al campo, Jim spara alle catene di Mailer, liberandolo, così che quest'ultimo si muova liberamente per la base, infettando o uccidendo i suoi commilitoni. Selena e Hannah intanto provano a scappare; Selena viene presa da Mitchell, mentre Hannah riesce a fuggire dai suoi inseguitori. Selena viene salvata da Jim, il quale uccide il militare. A causa della brutalità di Jim, Selena crede che sia stato infettato: proprio quando sta per ucciderlo, Jim riesce a convincerla di non essere stato contagiato.
Hannah, riunitasi al resto del gruppo e in preda alle allucinazioni, vede Jim come se fosse mutato e lo colpisce con un vaso.
L'incomprensione è presto chiarita e i tre si recano al taxi di Frank: lì, però, West li attende, nascosto nei sedili posteriori. Il maggiore spara un colpo dalla Browning Hi-Power contro Jim, ma Hannah mette in moto, sterza e guida fino all'ingresso del cottage, dove Mailer, infranto il lunotto, afferra West, lo trascina dentro la base e lo uccide. I tre, ripreso il pieno controllo dell'auto, sfondano il cancello e fuggono in cerca di una struttura ospedaliera dove Selena possa salvare la vita a Jim.
28 giorni dopo, i tre si sono stabiliti nel nord dell'Inghilterra. Come predetto dagli esperimenti su Mailer, gli infettati muoiono di inedia uno dopo l'altro. Jim, Selena e Hannah stanno componendo un gigantesco "HELLO" con tutta la stoffa che sono riusciti a procurarsi. Finalmente, viene catturata l'attenzione di un aereo da ricognizione della Royal Air Force che sta sorvolando la zona, il quale segnala la presenza del gruppo per un'evacuazione.

### Finali alternativi
Gli extra del DVD includono tre finali alternativi, che si concludono tutti con la morte di Jim. In uno di questi muore per le ferite da arma da fuoco. In un altro, l'epidemia si rivela essere un sogno. Il terzo, più radicale, è stato presentato solo nello storyboard: Frank non viene ucciso dai soldati dopo essere stato infettato, gli altri sopravvissuti lo legano e scoprono un laboratorio di ricerca presso il blocco, dove Jim si sottopone a una trasfusione di sangue per salvare Frank. L'uscita cinematografica negli Stati Uniti includeva uno dei finali alternativi dopo i titoli di coda del film in risposta a intensi dibattiti online sull'opportunità o meno di una conclusione più appropriata rispetto al finale ufficiale.

## Produzione
Alcune sequenze del film furono girate con una Canon XL1, una videocamera digitale.
Nel commento del DVD, Boyle e Garland lo definiscono frequentemente un film postapocalittico e horror, commentando scene che erano uno specifico riferimento alla serie dei morti viventi di George A. Romero. Durante il marketing iniziale del film, comunque, Boyle tentò di distanziare il film da tali etichette. Boyle identificò il romanzo Il giorno dei trifidi di John Wyndham come la fonte d'ispirazione originale per la storia di Garland.
Per abbassare i costi di produzione, le scene nella Londra post-apocalittica non furono girate ricostruendo la città con effetti digitali o miniature, ma girate alle 5 del mattino con la città ancora dormiente.
Il film è stato girato principalmente a Londra. Alcuni dei luoghi includono:
- Westminster Bridge: la scena iniziale con il protagonista che cammina per una Londra deserta;
- Piccadilly Circus: un altro luogo simbolico che appare nel film;
- Stazione di Paddington: dove il protagonista esplora la città abbandonata;
- Foresta di Epping: utilizzata per le scene fuori Londra;
- Blackwall Tunnel: un tunnel stradale che attraversa il Tamigi. In quella scena, i protagonisti cercano di attraversarlo con la loro auto, ma si trovano bloccati tra detriti e ratti.

## Accoglienza
Il film ha avuto un notevole successo a livello globale incassando 85.6 milioni di dollari a fronte di un budget di 8 milioni. In Italia il film ha incassato 1.1 milioni di euro. Il film è stato acclamato dalla critica per la sua regia (Danny Boyle) permettendo di realizzare un ulteriore film.

## Riconoscimenti
- 2002 – Méliès d'argento
- 2003 – European Film Awards
  - Miglior fotografia
- 2004 – Saturn Awards
  - Miglior film horror

## Sequel
Nel 2007 è stato realizzato il sequel del film, 28 settimane dopo, diretto dal regista spagnolo Juan Carlos Fresnadillo.
Nel 2025 è stato realizzato il terzo film dal titolo 28 anni dopo, che vede il ritorno di Danny Boyle alla regia e Alex Garland alla sceneggiatura. Viene inoltre annunciato che il film avrebbe costituito il primo di una nuova trilogia, i cui restanti film sarebbero stati diretti da Nia DaCosta e lo stesso Boyle.

## Altri media
Dal film è stata tratta una serie a fumetti composta da sei numeri. Essa si svolge cronologicalmente sei mesi dopo gli eventi del primo film. Ricomparirà Selene che farà ritorno sull'isola insieme ad un gruppo per cercare alcuni supersiti e dei dati su una possibile cura.